# Hamburger Sport-Verein 1962-1963
Questa voce raccoglie le informazioni riguardanti l'Hamburger Sport-Verein nelle competizioni ufficiali della stagione 1962-1963.

## Stagione
Nella stagione 1962-1963 l'Amburgo, allenato da Martin Wilke, concluse il campionato di Oberliga nord al 1º posto. Nella fase finale del campionato tedesco l'Amburgo fu eliminato nella fase a gironi. In Coppa di Germania l'Amburgo vinse la finale con il Borussia Dortmund. Fu ammesso alla Bundesliga 1963-1964.

## Rosa
| N. |                     | Ruolo | Calciatore         |
| -- | ------------------- | ----- | ------------------ |
|    | Germania (bandiera) | P     | Hans Krämer        |
|    | Germania (bandiera) | P     | Horst Schnoor      |
|    | Germania (bandiera) | D     | Harry Bähre        |
|    | Germania (bandiera) | D     | Lothar Kröpelin    |
|    | Germania (bandiera) | D     | Gerd Krug          |
|    | Germania (bandiera) | D     | Jürgen Kurbjuhn    |
|    | Germania (bandiera) | D     | Jochen Meinke      |
|    | Germania (bandiera) | D     | Erwin Piechowiak   |
|    | Germania (bandiera) | D     | Hubert Stapelfeldt |
|    | Germania (bandiera) | D     | Jürgen Werner      |
|    | Germania (bandiera) | C     | Peter Haack        |

| N. |                     | Ruolo | Calciatore      |
| -- | ------------------- | ----- | --------------- |
|    | Germania (bandiera) | C     | Klaus Neisner   |
|    | Germania (bandiera) | C     | Dieter Seeler   |
|    | Germania (bandiera) | C     | Peter Wulf      |
|    | Germania (bandiera) | A     | Horst Dehn      |
|    | Germania (bandiera) | A     | Charly Dörfel   |
|    | Germania (bandiera) | A     | Hans-Georg Dulz |
|    | Germania (bandiera) | A     | Rolf Fritzsche  |
|    | Germania (bandiera) | A     | Ernst Kreuz     |
|    | Germania (bandiera) | A     | Uwe Reuter      |
|    | Germania (bandiera) | A     | Uwe Seeler      |

## Organigramma societario
Area tecnica
- Allenatore: Martin Wilke
- Allenatore in seconda:
- Preparatore dei portieri:
- Preparatori atletici:
- Analisi video:

## Calciomercato

### Sessione estiva
| Acquisti | Acquisti        | Acquisti              | Acquisti |
| R.       | Nome            | da                    | Modalità |
| -------- | --------------- | --------------------- | -------- |
| A        | Hans-Georg Dulz | Reutlingen            |          |
| A        | Rolf Fritzsche  | Pirmasens             |          |
| A        | Ernst Kreuz     | Eintracht Francoforte |          |

| Cessioni | Cessioni | Cessioni | Cessioni |
| R.       | Nome     | a        | Modalità |
| -------- | -------- | -------- | -------- |

## Risultati

### Oberliga nord

#### Girone di andata
| Arbitro: | R. Seekamp |

|                |           |                                                                      |
| Kellermann 58’ | Marcatori | 15’ Fritzsche 44’ Dörfel 52’, 72’ Seeler 65’ Haack 70’ (rig.) Werner |

| Arbitro: | W. Zimmermann |

|                      |           |              |
| Haack 12’ Werner 30’ | Marcatori | 13’ Dretzler |

| Arbitro: | Wilkens |

|              |           |                                                             |
| Schröter 80’ | Marcatori | 20’ Kreuz 33’, 61’ Fritzsche 40’, 60’ Haack 70’, 83’ Dörfel |

| Arbitro: | D. Basedow |

|                                                      |           |  |
| Vormelker 28’ (aut.) Seeler 70’ Dörfel 77’ Bähre 78’ | Marcatori |  |

| Arbitro: | H. Lutz |

|                                   |           |                                                  |
| Dobat 47’ Schwede 48’ Schwalm 66’ | Marcatori | 7’, 60’ Haack 29’, 34’ Seeler 57’, 69’ Fritzsche |

| Arbitro: | G. Pooch |

|                       |           |             |
| Dörfel 12’ Seeler 25’ | Marcatori | 30’ Hufgard |

| Arbitro: | E. Sturm |

|               |           |                                 |
| Osterhoff 32’ | Marcatori | 32’ Dörfel 58’ Seeler 75’ Haack |

| Arbitro: | W. Zimmermann |

|            |           |           |
| Reuter 29’ | Marcatori | 65’ Meyer |

| Arbitro: | Strohdreß |

|                                   |           |                          |
| Bertl 32’ Neumann 76’ Berking 84’ | Marcatori | 18’ Wulf 25’, 61’ Dörfel |

| Arbitro: | W. Link |

|                              |           |            |
| Fritzsche 7’, 15’ Reuter 72’ | Marcatori | 40’ Lattek |

| Arbitro: | U. Wolf |

|                              |           |          |
| Werner 36’ (rig.) Seeler 43’ | Marcatori | 42’ Bäse |

| Arbitro: | Daniel |

|                |           |            |
| Ulsaß 58’, 87’ | Marcatori | 88’ Seeler |

| Arbitro: | W. Höfel |

|  |           |                         |
|  | Marcatori | 2’ Wulf 54’, 61’ Seeler |

| Arbitro: | Beilecke |

|                               |           |                        |
| Fritzsche 26’, 53’ Seeler 31’ | Marcatori | 80’ Martinsen 89’ Koll |

| Arbitro: | D. Basedow |

|  |           |                                |
|  | Marcatori | 21’ Wulf 31’ Reuter 62’ Dörfel |

#### Girone di ritorno
| Arbitro: | Horstmann |

|                                                          |           |  |
| Seeler 13’, 52’, 56’ Dörfel 55’ Krug 73’ (rig.) Wulf 75’ | Marcatori |  |

| Arbitro: | H. Lutz |

|            |           |                                  |
| Lattek 53’ | Marcatori | 13’ Seeler 76’ Dörfel 77’ Reuter |

| Arbitro: | R. Seekamp |

|               |           |                     |
| Moll 39’, 83’ | Marcatori | 13’ Wulf 75’ Seeler |

| Arbitro: | H. Lutz |

|                                                                                         |           |                            |
| Seeler 5’, 15’, 20’, 61’ Dörfel 32’ Werner 63’ (rig.) Seeler 65’ Fritzsche 80’ Wulf 83’ | Marcatori | 57’ (rig.) Ulsaß 72’ Blume |

| Arbitro: | Schulenburg |

|                                     |           |  |
| Seeler 21’ Reuter 25’ Wulf 40’, 76’ | Marcatori |  |

| Arbitro: | Horstmann |

|            |           |            |
| Boyens 37’ | Marcatori | 20’ Werner |

| Arbitro: | K. Picker |

|                   |           |                       |
| Werner 12’ (rig.) | Marcatori | 39’ Wellnitz 65’ Pape |

| Arbitro: | W. Zimmermann |

|                 |           |                                          |
| Thun 45’ (rig.) | Marcatori | 12’, 79’ Seeler 30’ Dörfel 44’ Fritzsche |

| Arbitro: | W. Spiewak |

|                               |           |                 |
| Seeler 44’, 75’ Fritzsche 77’ | Marcatori | 43’, 88’ Haecks |

| Arbitro: | W. Link |

|                     |           |                            |
| Winkelmann 36’, 85’ | Marcatori | 17’ Reuter 30’, 79’ Seeler |

| Arbitro: | Daniel |

|           |           |             |
| Seeler 5’ | Marcatori | 16’ Schwalm |

| Arbitro: | K. Ohmsen |

|  |           |                                |
|  | Marcatori | 61’ Wulf 67’ Seeler 80’ Dörfel |

| Arbitro: | Wilkens |

|                                                 |           |                                    |
| Wulf 12’, 35’ (rig.), 70’ Dörfel 29’ Seeler 36’ | Marcatori | 39’ (rig.) Schröter 73’ Stegelmann |

| Arbitro: | Horstmann |

|                                       |           |                                                             |
| Schipper 25’ Schülke 31’ Gretzler 58’ | Marcatori | 41’ Dörfel 59’ (rig.) Werner 84’ Wulf 88’ Reuter 89’ Seeler |

| Arbitro: | G. Pooch |

|          |           |                          |
| Wulf 14’ | Marcatori | 40’, 65’ Nix 70’ Schicks |

### Campionato tedesco
| Arbitro: | H. Fischer |

|                                  |           |  |
| Pidancet 17’ May 78’ Melcher 90’ | Marcatori |  |

| Arbitro: | J. Malka |

|                               |           |  |
| Wulf 4’ Dörfel 48’ Seeler 84’ | Marcatori |  |

| Arbitro: | K. Tschenscher |

|                                     |           |                               |
| Schmidt 13’ Schütz 51’ Kelbassa 68’ | Marcatori | 87’ Seeler 89’ (aut.) Schmidt |

| Arbitro: | R. Kreitlein |

|  |           |            |
|  | Marcatori | 58’ Schütz |

| Arbitro: | W. Treichel |

|                    |           |           |
| Heiß 8’ Rebele 22’ | Marcatori | 58’ Kreuz |

| Arbitro: | G. Sparing |

|               |           |         |
| Fritzsche 18’ | Marcatori | 26’ May |

### Coppa di Germania
| Arbitro: | H. Fritz |

|               |           |                                           |
| Greim 5’, 84’ | Marcatori | 12’, 39’ Seeler 26’ Kreuz 30’, 70’ Dörfel |

| Arbitro: | B. Schmidt |

|            |           |  |
| Seeler 15’ | Marcatori |  |

| Arbitro: | H. Fritz |

|  |           |            |
|  | Marcatori | 38’ Boyens |

| Arbitro: | R. Kreitlein |

|                      |           |  |
| Seeler 30’, 32’, 85’ | Marcatori |  |

## Statistiche

### Statistiche di squadra
| Competizione       | Punti | In casa | In casa | In casa | In casa | In casa | In casa | In trasferta | In trasferta | In trasferta | In trasferta | In trasferta | In trasferta | Totale | Totale | Totale | Totale | Totale | Totale | DR  |
| Competizione       | Punti | G       | V       | N       | P       | Gf      | Gs      | G            | V            | N            | P            | Gf           | Gs           | G      | V      | N      | P      | Gf     | Gs     | DR  |
| ------------------ | ----- | ------- | ------- | ------- | ------- | ------- | ------- | ------------ | ------------ | ------------ | ------------ | ------------ | ------------ | ------ | ------ | ------ | ------ | ------ | ------ | --- |
| Oberliga nord      | 49    | 15      | 11      | 2       | 2       | 47      | 19      | 15           | 11           | 3            | 1            | 53           | 21           | 30     | 22     | 5      | 3      | 100    | 40     | +60 |
| Campionato tedesco | -     | 3       | 1       | 1       | 1       | 4       | 2       | 3            | 0            | 0            | 3            | 3            | 8            | 6      | 1      | 1      | 4      | 7      | 10     | -3  |
| Coppa di Germania  | -     | 2       | 2       | 0       | 0       | 4       | 0       | 2            | 2            | 0            | 0            | 6            | 2            | 4      | 4      | 0      | 0      | 10     | 2      | +8  |
| Totale             | 49    | 20      | 14      | 3       | 3       | 55      | 21      | 20           | 13           | 3            | 4            | 62           | 31           | 40     | 27     | 6      | 7      | 117    | 52     | +65 |

### Andamento in campionato
| Giornata  | 1 | 2 | 3 | 4 | 5 | 6 | 7 | 8 | 9 | 10 | 11 | 12 | 13 | 14 | 15 | 16 | 17 | 18 | 19 | 20 | 21 | 22 | 23 | 24 | 25 | 26 | 27 | 28 | 29 | 30 |
| --------- | - | - | - | - | - | - | - | - | - | -- | -- | -- | -- | -- | -- | -- | -- | -- | -- | -- | -- | -- | -- | -- | -- | -- | -- | -- | -- | -- |
| Luogo     | T | C | T | C | T | C | T | C | T | C  | C  | T  | T  | C  | T  | C  | T  | T  | C  | C  | T  | C  | T  | C  | T  | C  | T  | C  | T  | C  |
| Risultato | V | V | V | V | V | V | V | N | N | V  | V  | P  | V  | V  | V  | V  | V  | N  | V  | V  | N  | P  | V  | V  | V  | N  | V  | V  | V  | P  |
| Posizione | 2 | 2 | 2 | 1 | 1 | 1 | 1 | 1 | 1 | 1  | 2  | 2  | 2  | 2  | 2  | 2  | 2  | 2  | 2  | 1  | 1  | 1  | 1  | 1  | 1  | 1  | 1  | 1  | 1  | 1  |

Legenda:

Luogo: C = Casa; T = Trasferta. Risultato: V = Vittoria; N = Pareggio; P = Sconfitta.

### Statistiche dei giocatori
| Giocatore      | Campionato tedesco | Campionato tedesco | Campionato tedesco | Campionato tedesco | Oberliga nord | Oberliga nord | Oberliga nord | Oberliga nord | Coppa di Germania | Coppa di Germania | Coppa di Germania | Coppa di Germania | Totale   | Totale | Totale      | Totale     |
| Giocatore      | Presenze           | Reti               | Ammonizioni        | Espulsioni         | Presenze      | Reti          | Ammonizioni   | Espulsioni    | Presenze          | Reti              | Ammonizioni       | Espulsioni        | Presenze | Reti   | Ammonizioni | Espulsioni |
| -------------- | ------------------ | ------------------ | ------------------ | ------------------ | ------------- | ------------- | ------------- | ------------- | ----------------- | ----------------- | ----------------- | ----------------- | -------- | ------ | ----------- | ---------- |
| F. Boyens      | 0                  | 0                  | 0                  | 0                  | 0             | 0             | 0             | 0             | 3                 | 1                 | 0                 | 0                 | 3        | 1      | 0           | 0          |
| H. Bähre       | 1                  | 0                  | 0                  | 0                  | 11            | 1             | 0             | 0             | 0                 | 0                 | 0                 | 0                 | 12       | 1      | 0           | 0          |
| H. Dehn        | 0                  | 0                  | 0                  | 0                  | 4             | 0             | 0             | 0             | 2                 | 0                 | 0                 | 0                 | 6        | 0      | 0           | 0          |
| H. Dulz        | 0                  | 0                  | 0                  | 0                  | 0             | 0             | 0             | 0             | 0                 | 0                 | 0                 | 0                 | 0        | 0      | 0           | 0          |
| B. Dörfel      | 0                  | 0                  | 0                  | 0                  | 0             | 0             | 0             | 0             | 0                 | 0                 | 0                 | 0                 | 0        | 0      | 0           | 0          |
| C. Dörfel      | 6                  | 1                  | 0                  | 0                  | 27            | 16            | 0             | 0             | 4                 | 2                 | 0                 | 0                 | 37       | 19     | 0           | 0          |
| R. Fritzsche   | 4                  | 1                  | 0                  | 0                  | 24            | 12            | 0             | 0             | 0                 | 0                 | 0                 | 0                 | 28       | 13     | 0           | 0          |
| W. Giesemann   | 0                  | 0                  | 0                  | 0                  | 0             | 0             | 0             | 0             | 3                 | 0                 | 0                 | 0                 | 3        | 0      | 0           | 0          |
| P. Haack       | 0                  | 0                  | 0                  | 0                  | 9             | 7             | 0             | 0             | 0                 | 0                 | 0                 | 0                 | 9        | 7      | 0           | 0          |
| E. Kreuz       | 3                  | 1                  | 0                  | 0                  | 5             | 1             | 0             | 0             | 4                 | 1                 | 0                 | 0                 | 12       | 3      | 0           | 0          |
| G. Krug        | 5                  | 0                  | 0                  | 0                  | 30            | 1             | 0             | 0             | 3                 | 0                 | 0                 | 0                 | 38       | 1      | 0           | 0          |
| H. Krämer      | 0                  | 0                  | 0                  | 0                  | 5             | 0             | 0             | 0             | 0                 | 0                 | 0                 | 0                 | 5        | 0      | 0           | 0          |
| L. Kröpelin    | 1                  | 0                  | 0                  | 0                  | 1             | 0             | 0             | 0             | 1                 | 0                 | 0                 | 0                 | 3        | 0      | 0           | 0          |
| J. Kurbjuhn    | 6                  | 0                  | 0                  | 0                  | 28            | 0             | 0             | 0             | 3                 | 0                 | 0                 | 0                 | 37       | 0      | 0           | 0          |
| J. Meinke      | 0                  | 0                  | 0                  | 0                  | 17            | 0             | 0             | 0             | 0                 | 0                 | 0                 | 0                 | 17       | 0      | 0           | 0          |
| K. Neisner     | 2                  | 0                  | 0                  | 0                  | 4             | 0             | 0             | 0             | 0                 | 0                 | 0                 | 0                 | 6        | 0      | 0           | 0          |
| E. Piechowiak  | 1                  | 0                  | 0                  | 0                  | 2             | 0             | 0             | 0             | 1                 | 0                 | 0                 | 0                 | 4        | 0      | 0           | 0          |
| U. Reuter      | 1                  | 0                  | 0                  | 0                  | 18            | 7             | 0             | 0             | 1                 | 0                 | 0                 | 0                 | 20       | 7      | 0           | 0          |
| H. Sandmann    | 0                  | 0                  | 0                  | 0                  | 0             | 0             | 0             | 0             | 0                 | 0                 | 0                 | 0                 | 0        | 0      | 0           | 0          |
| H. Schnoor     | 6                  | 0                  | 0                  | 0                  | 25            | 0             | 0             | 0             | 4                 | 0                 | 0                 | 0                 | 35       | 0      | 0           | 0          |
| D. Seeler      | 6                  | 0                  | 0                  | 0                  | 29            | 1             | 0             | 0             | 4                 | 0                 | 0                 | 0                 | 39       | 1      | 0           | 0          |
| U. Seeler      | 6                  | 2                  | 0                  | 0                  | 28            | 32            | 0             | 0             | 4                 | 6                 | 0                 | 0                 | 38       | 40     | 0           | 0          |
| H. Stapelfeldt | 6                  | 0                  | 0                  | 0                  | 13            | 0             | 0             | 0             | 4                 | 0                 | 0                 | 0                 | 23       | 0      | 0           | 0          |
| C. Vogler      | 0                  | 0                  | 0                  | 0                  | 0             | 0             | 0             | 0             | 0                 | 0                 | 0                 | 0                 | 0        | 0      | 0           | 0          |
| J. Werner      | 6                  | 0                  | 0                  | 0                  | 29            | 7             | 0             | 0             | 1                 | 0                 | 0                 | 0                 | 36       | 7      | 0           | 0          |
| P. Woldmann    | 0                  | 0                  | 0                  | 0                  | 0             | 0             | 0             | 0             | 0                 | 0                 | 0                 | 0                 | 0        | 0      | 0           | 0          |
| P. Wulf        | 6                  | 1                  | 0                  | 0                  | 21            | 14            | 0             | 0             | 2                 | 0                 | 0                 | 0                 | 29       | 15     | 0           | 0          |